# Vot limitat
El vot limitat o vot restringit és una modalitat de l'escrutini majoritari plurinominal en el qual els electors disposen d'un nombre de vots inferior que el nombre d'escons a repartir.
En aquest sistema surten escollits els candidats amb més vots (sistema majoritari). Aquest sistema només es pot posar en pràctica quan el nombre d'escons a proveir és mes gran que u (escrutini plurinominal). Els electors tenen més d'un vot que han de distribuir entre els diferents candidats. No es permet acumular vots a un candidat en concret.
En cas que no s'hi introduís cap condició addicional, l'elecció es podria realitzar amb una sola volta: els candidats més votats serien els escollits. També es pot donar el cas que s'hagin de complir certes condicions per ser escollit, com obtenir la majoria absoluta dels vots o una majoria qualificada. Si es donés aquesta situació i no s'atribuïssin tots els escons a la primera volta, es procediria a realitzar una segona volta.
Hom anomena majoria als escons que se sol emportar el partit més votat, que sol ser igual al nombre de vots que disposa cada elector. Els escons de la minoria són els escons que se solen emportar la resta de partits.
El vot limitat és un sistema que facilita que les minories puguin treure escons, precisament perquè els electors votaran a un nombre restringit de persones. No obstant, si un partit de la majoria presenta tants candidats com escons hi ha en joc i els seus votants voten estratègicament, el partit de la majoria pot guanyar tots els escons. El vot limitat permet que els electors puguin barrejar el seu vot entre candidats de diferents partits.
El vot limitat no s'ha de confondre amb altres tipus de vot utilitzats en escrutini majoritari plurinominal:
- Vot únic no transferible: els electors només disposen d'un sol vot.
- Escrutini majoritari plurinominal pur: cada elector pot votar tants candidats com càrrecs s'hagin d'escollir.
- Vot acumulatiu: cada votant té un nombre de vots determinat que pot distribuir com vulgui entre els candidats.

## Ús del sistema
Històric
- A Espanya en eleccions generals, provincials i municipals fins al 1936.
- A Portugal en eleccions legislatives entre 1911 i 1919.
- En algunes circumscripcions del Regne Unit entre 1867 i 1885.
- A Itàlia a finals del segle xix.
- A les eleccions generals japoneses de 1946 en algunes circumscripcions.

Actual
- A Espanya des de 1977 a les eleccions al Senat a les circumscripcions peninsulars (3 vots per 4 escons) i a Mallorca, Gran Canària i Tenerife (2 vots per 3 escons). També a les eleccions municipals en els municipis amb 3 o 5 regidors (1 vot menys).
- A Gibraltar (10 vots per 17 escons).
- En algunes eleccions locals dels estats d'Alabama, Carolina del Nord, Connecticut i Pennsylvania.

## Exemples
Exemple 1: el primer partit s'emporta els escons de la majoria (nombre d'escons igual al nombre de vots que disposa cada elector) i la resta de partits s'emporten els escons de la minoria. A l'exemple, els resultats a les eleccions del Senat del 2008 a la provínicia de Barcelona, on s'escollien 4 senadors. Cada votant tenia 3 vots.
| Partit                      | Partit              | Candidats                 | Vots      | Electe |
| --------------------------- | ------------------- | ------------------------- | --------- | ------ |
|                             | PSC-ERC-ICV-EUiA    | Maite Arqué i Ferrer      | 1.398.628 | Sí     |
| Jordi Guillot i Miravet     | PSC-ERC-ICV-EUiA    | 1.334.040                 | Sí        |        |
| Isidre Molas i Batllori     | PSC-ERC-ICV-EUiA    | 1.302.088                 | Sí        |        |
|                             | Convergència i Unió | Montserrat Candini i Puig | 606.205   | Sí     |
| Feliu Guillaumes i Ràfols   | Convergència i Unió | 562.485                   | 2         |        |
| Jordi Torra i Vendrell      | Convergència i Unió | 549.767                   | 2         |        |
|                             | Partit Popular      | Carmen Argiles Bertran    | 378.581   | 2      |
| Sixto José Cadenas Anibarro | Partit Popular      | 354.204                   | 2         |        |
| Sonia Egea Pérez            | Partit Popular      | 346.215                   | 2         |        |

Exemple 2: els electors barregen el seu vot entre diferents partits i no surt cap partit predominant. No es distingeixen majories i minories. A l'exemple, les eleccions al Senat de 2015 a la província de Tarragona, on s'escollien 4 senadors. Cada votant tenia 3 vots.
| Partit                           | Partit                               | Candidats              | Vots   | Electe |
| -------------------------------- | ------------------------------------ | ---------------------- | ------ | ------ |
|                                  | Esquerra Republicana de Catalunya    | Miquel Aubà i Fleix    | 68.922 | Sí     |
| Josep Rufà Gràcia                | Esquerra Republicana de Catalunya    | 60.011                 | Sí     |        |
| Laura Castel i Fort              | Esquerra Republicana de Catalunya    | 56.632                 | 2      |        |
|                                  | En Comú Podem                        | Celia Cánovas Essard   | 62.181 | Sí     |
| Inmaculada Sánchez Fernández     | En Comú Podem                        | 50.215                 | 2      |        |
| Ricardo Redondo Moltó            | En Comú Podem                        | 47.000                 | 2      |        |
|                                  | Democràcia i Llibertat               | Carles Pellicer Punyed | 59.639 | Sí     |
| Annabel Marcos i Vilar           | Democràcia i Llibertat               | 52.871                 | 2      |        |
| Joan Maria Basora Robert         | Democràcia i Llibertat               | 49.612                 | 2      |        |
|                                  | Partit dels Socialistes de Catalunya | Joan Sabaté i Borràs   | 54.778 | 2      |
| Josep Fèlix Ballesteros Casanova | Partit dels Socialistes de Catalunya | 52.871                 | 2      |        |
| Maria Jesús Sequera i Garcia     | Partit dels Socialistes de Catalunya | 49.612                 | 2      |        |

Exemple 3: el partit de la majoria presenta tants candidats com escons té la circumscripció. Els electors del partit de la majoria voten de forma tàctica per aconseguir que s'obtinguin tots els escons. A l'exemple, les eleccions generals de 1907 al districte de Barcelona ciutat, on s'escollien 7 diputats. En aquestes eleccions els partits catalanistes van fer una coalició electoral anomenada Solidaritat Catalana. Cada votant tenia 5 vots.
| Coalició                              | Coalició                   | Candidat                     | Vots   | Electe |
| ------------------------------------- | -------------------------- | ---------------------------- | ------ | ------ |
|                                       | Solidaritat Catalana       | Nicolás Salmerón Alonso (UR) | 39.935 | Sí     |
| Francesc Cambó i Batlle (Lliga)       | Solidaritat Catalana       | 39.458                       | Sí     |        |
| Josep Puig i Cadafalch (Lliga)        | Solidaritat Catalana       | 39.454                       | Sí     |        |
| Emili Junoy i Gelabert (Lliga)        | Solidaritat Catalana       | 38.996                       | Sí     |        |
| Francesc Macià i Llussà (independent) | Solidaritat Catalana       | 37.113                       | Sí     |        |
| Josep Maria Vallès i Ribot (PRDF)     | Solidaritat Catalana       | 36.501                       | Sí     |        |
| Ildefons Sunyol i Casanova (CNR)      | Solidaritat Catalana       | 35.110                       | Sí     |        |
|                                       | Republicans anti-solidaris | Joan Sol i Ortega            | 22.081 | 2      |
| Alejandro Lerroux García              | Republicans anti-solidaris | 22.024                       | 2      |        |
| Nicolás Estébanez                     | Republicans anti-solidaris | 21.974                       | 2      |        |
| Josep Maria Serraclara i Costa        | Republicans anti-solidaris | 21.918                       | 2      |        |
| Josep Antoni Mir i Miró               | Republicans anti-solidaris | 21.699                       | 2      |        |